# Prealpi Luganesi
Prealpi Luganesi, Prealpi Lombarde Occidentali – pasmo górskie w północnych Alpach Zachodnich. Leży na granicy między Szwajcarią (kanton Ticino) a Włochami (region Lombardia). Najwyższym szczytem jest Pizzo di Gino, który osiąga wysokość (2245 m). Dzielą się na dwie podgrupy: Prealpi Comasche i Prealpi Varesine.
Pasmo graniczy z Alpami Pennińskimi na zachodzie oraz z Alpami Lepontyńskimi na północy.
Najwyższe szczyty:
- Pizzo di Gino – 2245 m,
- Camoghè – 2226 m,
- Monte Bregagno – 2107 m,
- Monte Tamaro – 1967 m,
- Monte Gradiccioli – 1936 m.